# Noord-Amerikaanse katfret
De Noord-Amerikaanse katfret (Bassariscus astutus) is een zoogdier uit de familie van kleine beren (Procyonidae) en vormt samen met de Midden-Amerikaanse katfret (Bassariscus sumichrasti) het geslacht Bassariscus.

## Kenmerken
Dit slanke, lenige dier heeft een grijsbruine tot vaalgele rug en een opvallende, zwart-wit geringde staart. Rond de ogen bevinden zich zwarte ringen. Wenkbrauwen en snuit zijn wit. De lichaamslengte bedraagt 30 tot 42 cm, de staartlengte 31 tot 44 cm en het gewicht 0,8 tot 1,5 kg.

## Leefwijze
Deze solitaire dieren zijn nachtactief. Hun voedsel bestaat uit vogels, muizen en kleine reptielen, maar ook insectenlarven, vruchten en noten staan op het menu. Het zijn territoriumgebonden dieren, die hun territorium ook verdedigen tegen soortgenoten. De grenzen worden gemarkeerd met uitwerpselen en urine.

## Voortplanting
Na een draagtijd van 51 tot 60 dagen worden er 2 of 3 jongen geboren.

## Verspreiding
Deze soort komt voor in Mexico en het zuidelijk gedeelte van Noord-Amerika in zeer gevarieerde habitats.